# Live (Face to Face)
Live is een livealbum van de Amerikaanse punkband Face to Face. Het is opgenomen tijdens een concert in Los Angeles, Californië in 1997, en is uitgegeven op 27 januari 1998 door Imports Records, een sublabel van het grotere Jem Records.

## Nummers
1. "Walk the Walk"
2. "I Want"
3. "Blind"
4. "I'm Not Afraid"
5. "It's Not Over"
6. "I Won't Lie Down"
7. "You Lied"
8. "Ordinary"
9. "I'm Trying"
10. "Telling Them" (cover van Social Distortion)
11. "Don't Turn Away"
12. "A.O.K."
13. "Complicated"
14. "Not for Free"
15. "Pastel"
16. "Do You Care"
17. "Dissension"
18. "You've Done Nothing"